# Paris-Roubaix 1946
La 44e édition de la course cycliste Paris-Roubaix a eu lieu le 21 avril 1946 et a été remportée par le Belge Georges Claes.

## Classement final
|    | Cycliste             | Équipe             | Temps           |
| -- | -------------------- | ------------------ | --------------- |
| 1  | Georges Claes        | Rochet             | 7 h 13 min 25 s |
| 2  | Louis Gauthier       | Follis-Dunlop      | + 0 s           |
| 3  | Lucien Vlaemynck     | Alcyon-Dunlop      | + 0 s           |
| 4  | Frans Bonduel        | Dilecta            | + 19 s          |
| 5  | Camille Danguillaume | Peugeot            | + 29 s          |
| 6  | Georges Blum         | Rochet             | + 29 s          |
| 7  | Maurice Desimpelaere | Alcyon-Dunlop      | + 29 s          |
| 8  | Victor Pernac        | France Sport       | + 29 s          |
| 9  | Joseph Soffietti     | Rhonson            | + 29 s          |
| 10 | Marcel Kint          | Mercier-Hutchinson | + 29 s          |